# Gustavus Waltz
Gustavus Waltz (ur. 1732, zm. 1759) był słynnym śpiewakiem współpracującym z Händlem.
Podobnie jak sam Händel, był naturalizowanym Anglikiem niemieckiego pochodzenia. Współpraca rozpoczęła się w 1732 roku. Występował zarówno jako solista jak i jako chórzysta. Ostatni raz jako chórzysta wystąpił w 1754 gdy wystawiano Mesjasza Händla w Foundling Hospital (Londyn) na koncercie charytatywnym. Możliwe, że był też kucharzem kompozytora.